# Taipei chinois aux Jeux olympiques d'hiver de 1988
 (octobre 2016).
Le Taipei chinois participe aux Jeux olympiques d'hiver de 1988, qui ont lieu à Calgary au Canada. Ce pays, représenté par treize athlètes, prend part aux Jeux d'hiver pour la deuxième fois de son histoire. Il ne remporte pas de médaille.

## Résultats

### Bobsleigh
| Bob   | Athlètes                     | Épreuve           | Manche 1 | Manche 1 | Manche 2      | Manche 2 | Manche 3      | Manche 3 | Manche 4      | Manche 4 | Total         | Total |
| Bob   | Athlètes                     | Épreuve           | Temps    | Rang     | Temps         | Rang     | Temps         | Rang     | Temps         | Rang     | Temps         | Rang  |
| ----- | ---------------------------- | ----------------- | -------- | -------- | ------------- | -------- | ------------- | -------- | ------------- | -------- | ------------- | ----- |
| TPE-1 | Chen Chin-San Lee Chen-Tan   | Bob à deux hommes | 57 s 83  | 8        | 1 min 00 s 22 | 19       | 1 min 00 s 99 | 17       | 1 min 00 s 07 | 18       | 3 min 59 s 11 | 15    |
| TPE-2 | Sun Kuang-Ming Chen Chin-Sen | Bob à deux hommes | 59 s 25  | 27       | 1 min 01 s 54 | 35       | 1 min 02 s 26 | 34       | 1 min 02 s 01 | 35       | 4 min 05 s 06 | 33    |

| Bob   | Athlètes                                                 | Épreuve             | Manche 1 | Manche 1 | Manche 2 | Manche 2 | Manche 3 | Manche 3 | Manche 4 | Manche 4 | Total         | Total |
| Bob   | Athlètes                                                 | Épreuve             | Temps    | Rang     | Temps    | Rang     | Temps    | Rang     | Temps    | Rang     | Temps         | Rang  |
| ----- | -------------------------------------------------------- | ------------------- | -------- | -------- | -------- | -------- | -------- | -------- | -------- | -------- | ------------- | ----- |
| TPE-1 | Chen Chin-San Chen Chin-Sen Lee Chen-Tan Wang Jauo-Hueyi | Bob à quatre hommes | 57 s 03  | 10       | 58 s 94  | 23       | 57 s 98  | 23       | 58 s 80  | 23       | 3 min 52 s 75 | 22    |

### Luge

#### Homme
| Athlète        | Manche 1 | Manche 1 | Manche 2 | Manche 2 | Manche 3 | Manche 3 | Manche 4 | Manche 4 | Total          | Total |
| Athlète        | Temps    | Rang     | Temps    | Rang     | Temps    | Rang     | Temps    | Rang     | Temps          | Rang  |
| -------------- | -------- | -------- | -------- | -------- | -------- | -------- | -------- | -------- | -------------- | ----- |
| Sun Kuang-Ming | 49 s 601 | 33       | 51 s 584 | 35       | 48 s 986 | 30       | 51 s 429 | 34       | 3 min 21 s 600 | 32    |

#### Femme
| Athlète     | Manche 1 | Manche 1 | Manche 2 | Manche 2 | Manche 3 | Manche 3 | Manche 4 | Manche 4 | Total          | Total |
| Athlète     | Temps    | Rang     | Temps    | Rang     | Temps    | Rang     | Temps    | Rang     | Temps          | Rang  |
| ----------- | -------- | -------- | -------- | -------- | -------- | -------- | -------- | -------- | -------------- | ----- |
| Teng Pi-Hui | 48 s 282 | 21       | 48 s 431 | 21       | 49 s 610 | 24       | 50 s 804 | 24       | 3 min 17 s 127 | 24    |

### Patinage artistique

#### Homme
| Athlète   | CF | SP | FS  | TFP | Rang |
| --------- | -- | -- | --- | --- | ---- |
| David Liu | 25 | 23 | DNQ | DNF | –    |

#### Femme
| Athlète          | CF | SP | FS           | TFP             | Rang |
| ---------------- | -- | -- | ------------ | --------------- | ---- |
| Pauline Chen Lee | 29 | 29 | Non qualifié | N'a pas terminé | –    |

### Ski alpin

#### Hommes
| Athlète        | Épreuve      | Manche 1        | Manche 2        | Total           | Total           |
| Athlète        | Épreuve      | Temps           | Temps           | Temps           | Rang            |
| -------------- | ------------ | --------------- | --------------- | --------------- | --------------- |
| Tang Wei-Tsu   | Super-G      |                 |                 | Disqualifié     | Disqualifié     |
| Lin Chi-Liang  | Super-G      |                 |                 | 2 min 30 s 81   | 57              |
| Ong Ching-Ming | Super-G      |                 |                 | 2 min 17 s 22   | 55              |
| Kuo Koul-Hwa   | Slalom géant | Disqualifié     | Disqualifié     | Disqualifié     | Disqualifié     |
| Ong Ching-Ming | Slalom géant | Disqualifié     | Disqualifié     | Disqualifié     | Disqualifié     |
| Lin Chi-Liang  | Slalom géant | Disqualifié     | Disqualifié     | Disqualifié     | Disqualifié     |
| Chen Tong-Jong | Slalom géant | Disqualifié     | Disqualifié     | Disqualifié     | Disqualifié     |
| Tang Wei-Tsu   | Slalom       | Disqualifié     | Disqualifié     | Disqualifié     | Disqualifié     |
| Ong Ching-Ming | Slalom       | N'a pas terminé | N'a pas terminé | N'a pas terminé | N'a pas terminé |
| Chen Tong-Jong | Slalom       | 1 min 33 s 57   | 1 min 17 s 53   | 2 min 51 s 10   | 48              |